# بانكاج بيري
بانكاج بيري هو ممثل هندي، ولد في 8 يناير 1966 في الهند.

## وصلات خارجية
- بانكاج بيري على موقع IMDb (الإنجليزية)
- بانكاج بيري على موقع قاعدة بيانات الفيلم (الإنجليزية)